# Aleksander Lesser

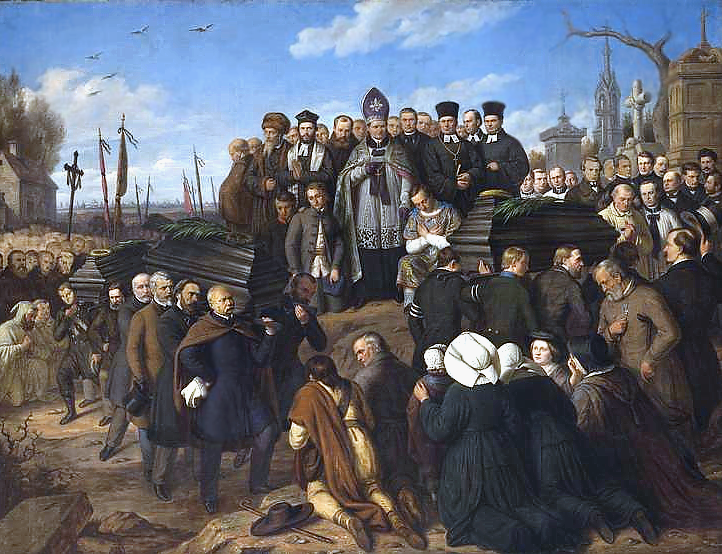
Pogrzeb pięciu poległych w 1861 w Warszawie. Obraz Aleksandra Lessera

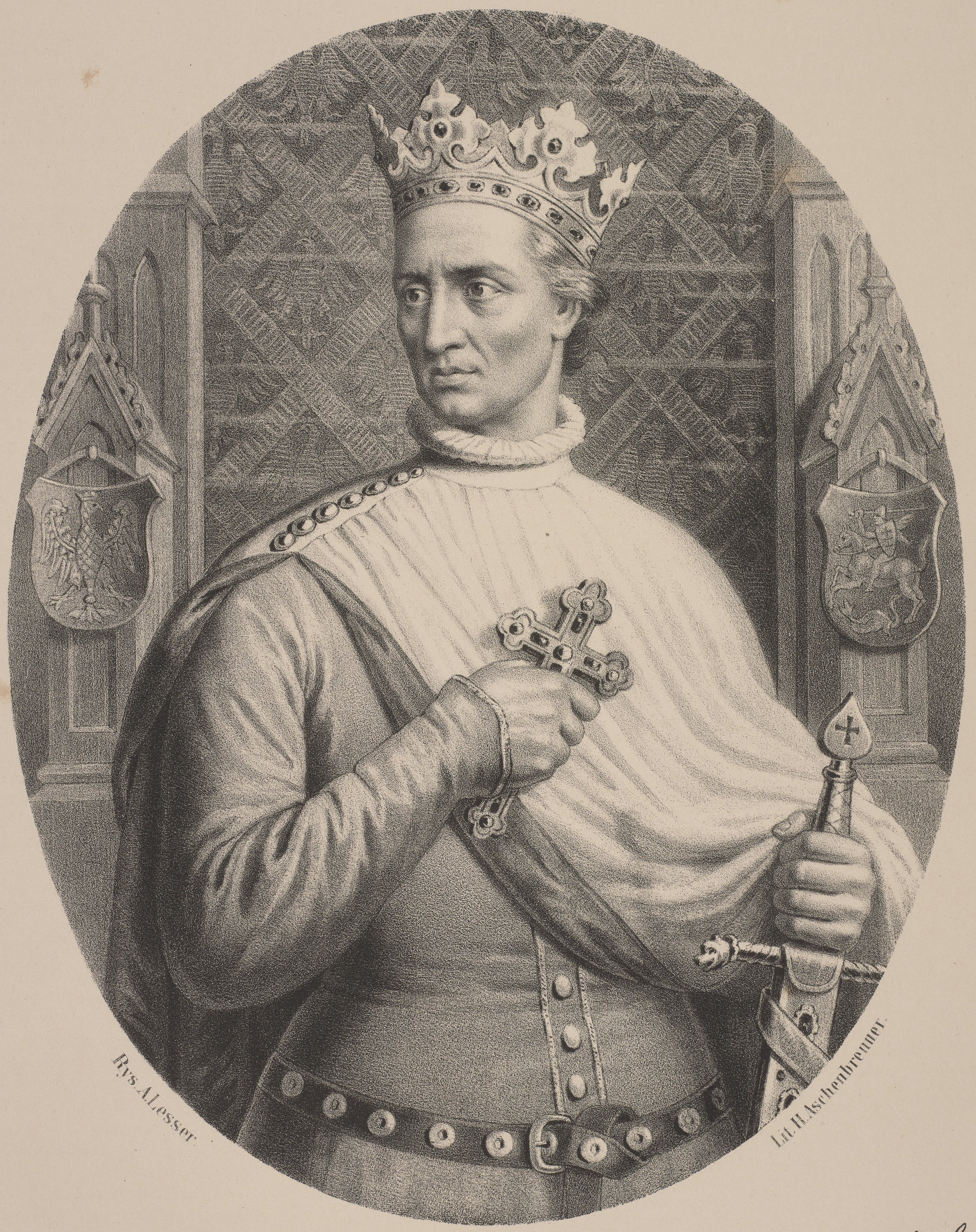
Władysław II Jagiełło, rysunek Aleksandra Lessera z cyklu „Wizerunki królów polskich”

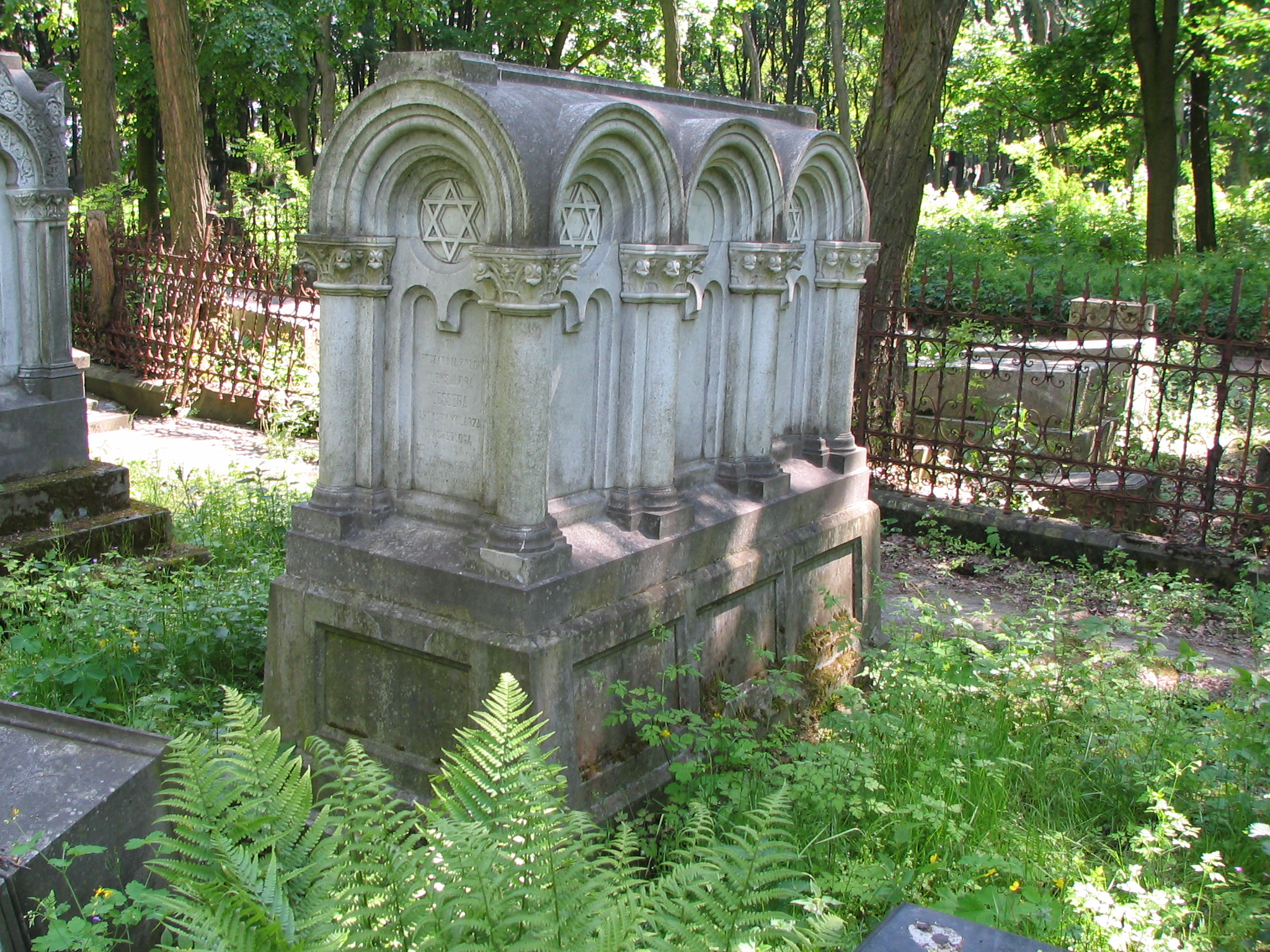
Grób Aleksandra Lessera na cmentarzu żydowskim na Woli w Warszawie

Aleksander Lesser (ur. 13 maja 1814 w Warszawie, zm. 13 marca 1884 w Krakowie) – polski malarz i krytyk sztuki żydowskiego pochodzenia, specjalizujący się w obrazach o tematyce historycznej i współczesnej, członek Akademii Umiejętności w Krakowie, współzałożyciel Towarzystwa Zachęty Sztuk Pięknych.

## Życiorys
Urodził się jako jedno z dwanaściorga dzieci kupca Lewiego (1791–1870) i Róży Loewenstein (1790–1840). Był żonaty z Julią Bergson (1839–1918), córką Ludwika Bergsona.
Rozpoczął naukę rysunku w Liceum Warszawskim pod kierownictwem Aleksandra Kokulara. 
Studiował malarstwo w latach 1830–1831 na Oddziale Sztuk Pięknych Uniwersytetu Warszawskiego u Antoniego Brodowskiego. Po zamknięciu Uniwersytetu po upadku Powstania Listopadowego studiował w Dreźnie w latach 1832–1835 na Akademii Sztuk Pięknych pod kierownictwem Moritza Retzscha i Karla Christiana Vogela von Vogelsteina. Od 8 lipca 1835 do 1846 studiował na Królewskiej Akademii Sztuk Pięknych w Monachium u Petera Corneliusa, Heinricha Hessa i Juliusa Schnorr von Carolsfelda.
Stał się jednym z twórców odmiany polskiego malarstwa historycznego, tzw. nurtu archeologicznego (mającego na celu przedstawienie całej historii Polski), który zaistniał jeszcze przed działalnością artystyczną Jana Matejki.
W życiu religijnym nie okazywał zainteresowania judaizmem, choć nie zerwał z nim związków całkowicie. Przeważnie nie szukał motywów malarskich w historii starożytnego Izraela (z wyjątkiem jednego namalowanego obrazu: Dawid dziękujący Bogu za zwycięstwo nad Goliatem). Nie okazywał również szczególnego zainteresowania życiem społeczności żydowskiej w Polsce ani kontaktami z kulturą Izraela.
Był jednym z autorów haseł oraz ilustracji do Encyklopedii Powszechnej Orgelbranda z lat 1859–1868. Jego nazwisko wymienione jest w I tomie z 1859 roku na liście twórców zawartości tej encyklopedii.
Po śmierci w 1884 w Krakowie został pochowany na cmentarzu żydowskim przy ulicy Okopowej w Warszawie (kwatera 20, rząd 9).

## Działalność publicystyczna
Lesser prowadził także działalność publicystyczną, zamieszczając artykuły w gazecie „Kłosy” oraz „Sprawozdaniach Towarzystwa Zachęty” (którego był współzałożycielem w 1860), gdzie zamieszczał m.in. kroniki artystyczne. Ponadto zajmował się ilustratorstwem, litografią i scenografią. Opracował m.in. ilustracje do dzieł Adama Mickiewicza i Antoniego Malczewskiego, niekiedy wykonując litografie dzięki współpracy z zakładem drukarskim Maksymiliana Fajansa. W dziedzinie scenografii jednym z jego sukcesów były projekty kostiumów do sztuki „Zbójcy” Friedricha Schillera, wystawionej 1868 w Teatrze Letnim, a także szkic dekoracji do dramatu Wincentego Rapackiego „Wit Stwosz”, wystawionego w Teatrze Wielkim w 1875.
Po roku 1870 zajął się również krytyką artystyczną, równolegle prowadząc badania nad sztuką dawną. W 1883 doprowadził do wydania Przewodnika do opisu dawnych pomników sztuki z dołączeniem XV tablic typów budownictwa, rzeźby i malarstwa, przez Delegację Komitetu Towarzystwa Zachęty Sztuk Pięknych, której był wówczas przewodniczącym.

## Dzieła
Prace, które tworzył, opierał na poważnych studiach z dziejów Polski. Do najbardziej znanych obrazów należą:
- Obrona Trembowli przeciw Turkom (1841)
- Pogrzeb pięciu ofiar manifestacji w Warszawie w roku 1861 (1861) przedstawiający pogrzeb zamordowanych przez Kozaków Polaków i Żydów, w którym uczestniczyli duchowni katoliccy, protestanccy oraz rabini
- Wizerunki królów polskich – 42 portrety królów polskich malowanych według wzorów pomnikowych. Wizerunki wraz z komentarzem historycznym Juliana Bartoszewicza zostały wydane w Warszawie w 1860 (Aleksander Lesser, Królowie polscy) w oficynie wydawniczej Dzwonkowskiego[7] .

Ponadto:
- Kadłubek piszący kronikę w klasztorze
- Młody Bolesław Krzywousty wyjeżdża do Morawii
- Pożegnanie Henryka z Legnicy ze św. Jadwigą
- Koronacja Leszka Białego
- Hołd pruski
- Wydobycie zwłok Wandy z Wisły
- Ostatnie chwile Mikołaja Kopernika.

Lesser malował także obrazy z chrześcijańskimi motywami religijnymi, m.in. przedstawiające Wniebowstąpienie Chrystusa i świętą Magdalenę.
W uznaniu za Wizerunki królów polskich został mianowany członkiem Towarzystwa Naukowego Krakowskiego, od króla szwedzkiego Karola XV otrzymał złoty medal z napisem Litteris et artibus („Naukom i sztukom”), a od króla saskiego Jana Wettyna – pierścień brylantowy.